# Ernst Kühlbrandt
Ernst Kühlbrandt (n. 10 mai 1857, Brașov, Imperiul Austriac – d. 4 septembrie 1933, Brașov, România) a fost un profesor de desen și scriitor de limba germană sas din România.

## Biografie
Ernst Kühlbrandt a fost fiul unui profesor de sport din Brașov.

## Formarea profesională
După absolvirea liceului real la Brașov și Sibiu, Ernst Kühlbrandt a plecat în 1874 să-și continue studiile la Politehnica din Graz. După ce și-a terminat serviciul militar, Ernst Kühlbrandt a plecat în 1876 să continue studiile ca profesor de desen la Stuttgart și Viena unde a dat examenul de stat în 1880.
După doi ani de practică la Muzeul austriac din Viena, Kühlbrandt s-a întors la Brașov.

## Activitatea pedagogică
În 1883 și-a început activitatea profesională de profesor de desen artistic și desen tehnic în școli medii și școli profesionale. Între 1885 și 1927 a predat la școala orășenească de arte și meserii din Brașov, unde, în ultima parte, a fost timp de 16 ani directorul acestei școli. În paralel, a predat și la școala Honterus.
Capacitatea sa pedagogică a fost demonstrată prin premiul pe care l-a primit pentru capitolele „Perspectiva” și „Aplicarea umbrelor” redactate de el în cadrul manualului de desen elaborat la Viena.
În 1903, Ernst Kühlbrandt, Adolf Meschendörfer și pictorul Arthur Coulin au fondat în Brașov Gesellschaft der Kunstfreunde (Societatea iubitorilor de artă).

## Activitatea de scriitor
Încă elev fiind, Ernst Kühlbrandt a publicat, anonim, prima sa încercare literară: Junggesellen (Schwank in 3 Akten) (Burlacii - comedie în 3 acte). Ulterior a încercat să răscumpere toate exemplarele din acest „păcat al tinereții”, cum l-a numit el, și le-a distrus.
În primul număr al revistei bilunare Die Karpathen, editate de Adolf Meschendörfer, Ernst Kühlbrandt a publicat articolul Romreise - Erinnerungen eines alten Schulmeisters (Călătorie la Roma – Amintirile unui învățător bătrân). A colaborat apoi constant cu revista, publicând în special versuri satirice, domeniu în care excela, dar și epigrame și poezii didactice. Ernst Kühlbrandt a scris și editoriale, poezii și foiletoane pentru jurnalul brașovean Kronstädter Tageblatt.
În 1919, i-a apărut la Leipzig volumașul Geständnisse und Erkenntnisse (Mărturisiri și cunoaștere). În 1930 a adunat poeziile sale răzlețe în volumul Späte Ernte (Recoltă târzie). Despre acest volum el declara că a rezultat din „praful“ adunat în atelierul său se „aurar“, explicând că după ce mătură praful din atelierul lor, aurarii nu îl aruncă ci îl pun la topit, scoțând din el câteva grame de aur.
La 3 ani după publicarea acestui volum, Ernst Kühlbrandt a murit la Brașov, în 1933.

## Scrieri
- Junggesellen (Schwank in 3 Akten), 1877;
- Das geometrische Zeichnen im Lehrplan unserer Gymnasien, 27 pagini, tipărit de Joh. Gött & Sohn Heinrich, 1889
- Die Rosenauer Burg, (în colaborare cu Julius Gross/Groß), Viena 1896;
- Abstecher von einer Studienreise, 1896;
- Die ev. Stadtpfarrkirche A.B. in Kronstadt, editor Hiemesch, 1898
- Das sächsische Burzenland, (în colaborare cu K. Herfurth), 1898;
- Die Philosophie des Geldes: ein Bühnenstück in drei Aufzügen, 95 pagini, publicat în regie proprie, 1902
- Geständnisse und Erkenntnisse (Sprüche und Lehrgedichte), 169 pagini, Xenien-Verlag, 1918
- Alter und Lebenserkenntnis: Aufzeichnungen eines Skeptikers, 20 pagini, Buchdruckerei Gött, 1922
- Späte Ernte (Gedichte), 130 pagini - Festgabe f. d. Kronstädter Vereinstage d. Jahres 1930;
- Der Weisheitszahn: Sinn-Gedichte, 136 p., Editura Tineretului, București, 1969